# アンカロミクロビウム属
アンカロミクロビウム属はヒフォミクロビウム科に属するグラム陰性の非芽胞形成通性嫌気性有柄細菌の一属。細胞は複数の突起を有し、細胞内にはガス胞がある。基準種のアンカロミクロビウム・アデツムのみが知られている。名称は腕のある微生物を意味する。GC含量は70.4。
淡水などから発見されている。オキシダーゼ及びカタラーゼ陽性。多種類の糖を混合酸発酵により利用することができる。また、好気性条件下で酢酸、ピルビン酸やリンゴ酸を代謝することができる。細胞分裂は出芽によって行われ、細胞分裂途中で娘細胞の突起が形成される。